# Эмин, Аркадий Кузьмич
Аркадий Кузьмич Эмин (1925, Керчь, Крымская АССР — 2001, Керчь, АР Крым) — советский хозяйственный и политический деятель.

## Биография
Родился в 1925 году в Керчи. Член КПСС.
Участник Великой Отечественной войны: партизан в Крыму, арестован в 1944 году за якобы сотрудничество с немецкой разведкой, освобожден за недоказанностью обвинения, рядовой 564-го стрелкового полка
В 1961—1963 гг. — председатель Керченского горисполкома. В 1963—1973 гг. — первый секретарь Керченского горкома КП Украины.
Делегат XXIII и XXIV съездов КПСС.
Умер в 2001 году в Керчи.
Почётный гражданин города-героя Керчи. Именем Эмина названа улица в Керчи.

## Награды
- Орден Отечественной войны II степени (06.05.1965, 06.04.1985)
- Орден Трудового Красного Знамени (1966, 25.08.1971)